# 김남희 (종교인)
김남희는 예수를 믿는 기독교인이다. 원래 가톨릭의 열심신자였으나 신천지에 포섭되어 한때 신천지의 2인자로 묘사될 정도로 신천지 교세 확장에 큰 기여를 한 인물이다.
그러나 2017년 신천지에서 탈퇴하였고, 최근 한 개인 유튜브 방송에 출연하여 신천지 교주 이만희의 거짓 실체를 폭로하였다. 해당 방송과의 인터뷰에서 김남희는 "봉사활동을 하러간 아프리카 기니에서 예수님을 만났으며 이만희는 구원자가 아니며 예수 그리스도만이 구원자임을 깨달았다 " 고 고백하였고"신천지는 이 땅에서 없어져야 할 종교 사기집단" 이라고 밝혔다.
현재까지 해당 영상을 보고 많은 신천지인들이 신천지에서 탈퇴하였다고 한다.